# Nguveren Iyorhe
Nguveren Iyorhe (9 de junho de 1981) é uma basquetebolista nigeriana.

## Carreira
Nguveren Iyorhe integrou a Seleção Nigeriana de Basquetebol Feminino em Atenas 2004, terminando na décima-primeira posição.